# Rolf Krost
Rolf Krost (* 1. März 1931) ist ein ehemaliger deutscher Fußballspieler. Für die BSG Einheit Ost Leipzig spielte er 1953 in der DDR-Oberliga, der höchsten Spielklasse im DDR-Fußball.

## Sportliche Laufbahn
Im DDR-weiten Fußballspielbetrieb tauchte Rolf Krost im Alter von 19 Jahren in der zweitklassigen Liga des Deutschen Sportausschusses auf, die später als DDR-Liga bezeichnet wurde. Für die Betriebssportgemeinschaft (BSG) Einheit Ost Leipzig bestritt er 1950/51 von den 18 Ligaspielen fünf Begegnungen und erzielte dabei ein Tor. In seiner zweiten Liga-Spielzeit gehörte er 1951/52 zum erweiterten Spielstamm mit dreizehn Einsätzen in 22 Punktspielen und zwei Toren. Als die BSG Einheit Ost 1953 in die DDR-Oberliga aufstieg, war Krost während der gesamten Spielzeit nicht eingesetzt worden. In seiner einzigen Oberligasaison wurde er 1953 in der Hinrunde in drei Punktspielen aufgeboten. Er spielte in der Abwehr, wobei er bei seinem letzten Einsatz nur als Einwechselspieler fungierte. Da er in der Oberliga keinen Treffer erzielte, blieb es in seiner kurzen Karriere bei drei Toren in der DDR-Liga. Nach seinem Oberligadebüt erschien er nicht mehr im höherklassigen Fußball.